# 冥夜の守人 (ゲーム・オブ・スローンズ)
『冥夜の守人』は、HBO（日本ではスター・チャンネルが放送）のファンタジー・ドラマ・シリーズである『ゲーム・オブ・スローンズ』の第1章『七王国戦記』の第3話である。
プロデューサーでもあるデイヴィッド・ベニオフ と D・B・ワイスによって、原作『七王国の玉座』に基づいて脚本が書かれ、 ブライアン・カークが監督した。視聴者数は前2回より10%上昇した。
ジョン・スノウは〈壁〉で訓練を受ける。エダードはキングズランディングに到着するが、ブランを殺そうとした人物を探すキャトリンも間もなく到着する。アリアは剣の技を学びたいと父に言う。サーセイが王国を統治する練習をジョフリーにさせる。ロバートは過去の栄光を追い求める。デナーリスは妊娠に気づく。

## あらすじ

### 狭い海の向こう側
デナーリス（エミリア・クラーク）は族長の妻としての役割に自信を持ち始め、追放された騎士ジョラー（イアン・グレン）の尊敬を得る。だが兄ヴィセーリス（ハリー・ロイド）が、デナーリスに指図をされたと思い込んで暴力を振るい、2人の関係はきしむ。暴力の罰として、血縁騎士のラカーロはヴィセーリスの首を絞めて殺す寸前まで行き、デナーリスが止めたのちはキャンプまで歩いて帰らされる。
女奴隷のイリがデナーリスの妊娠に気付き、ジョラーとラカーロに伝える。喜ぶかと思いきや、ジョラーは密かにクォホールまで補給に行く。デナーリスは、夫ドロゴに息子を身ごもったと教える。

### 北部
ブラン（アイザック・ヘンプステッド＝ライト）は目覚めている。老いた修道女は、昔々終わりのない冬にホワイト・ウォーカーが死せる馬に乗り、殺した人間から〈亡者〉をよみがえらせた話をする。そこにロブ（リチャード・マッデン）が来て、ブランの傷は治ることはなく、二度と歩くこともないと告げる。ブランは落ちた時のことを覚えておらず、いっそ死にたいと願う。

### 〈壁〉
ジョンは、仲間の新兵たちと武術指南役のサー・アリザー・ソーンの指導を受け、すべての相手を倒す。ソーンは敗れた相手をなじるが、ジョンに温かい言葉をかけず、私生児としての生まれをからかうように”スノウ閣下”と呼び、「この中ではマシだな」と言う。ジョンは傷つき、叔父ベンジェンに、〈壁〉の北への数か月を要する探索の旅に連れて行ってくれと頼む。だが叔父は断り、〈壁〉では自力で這い上がるしかないという。
ティリオン（ピーター・ディンクレイジ）は、ジョンがほかの〈誓約の兄弟〉たちより優れているわけではなく、幸運なだけだと言う。ほかの兄弟たちがみな浮浪児や罪人で、今日まで剣をふるったこともない一方で、ジョンは武術の達人に訓練を受けただけだと言う。仲直りするため、ジョンは仲間の新兵たちの剣の指導をする。ティリオンはジオー・モーモント（ジェームズ・コスモ）と、老いて盲目となったメイスター・エイモンに招かれ、〈野人〉が数を増しホワイト・ウォーカーの姿が見られた噂が広がっているため、姉と義理の兄である王妃と王に援軍を頼んでくれと言われる。ティリオンは信じないが、援軍を頼むことは承知する。〈壁〉を去る前に、頂上から小便をするという大望をかなえ、友達となったジョンに別れを告げる。

### キングズランディング
エダード(ネッド)（ショーン・ビーン）の一行はキングズランディングに到着し、すぐに王の小評議会に招かれる。玉座の間で、エダードはジェイミー（ニコライ・コスター＝ワルドー）に会い、ジェイミーがかつてデナーリスとヴィセーリスの父の狂王エイリスを殺害したことが語られる。ジェイミーは、エイリス王がエダードの父と兄を殺したことを持ち出すが、エダードはそれが〈王の盾〉の誓いを破る十分な理由になるとは思わない。
エダードは、王の弟レンリー公、宦官のヴァリス公（コンリース・ヒル）、グランド・メイスター・パイセル（ジュリアン・グローヴァー）、大蔵大臣のピーター・”リトルフィンガー”・ベイリッシュ（エイダン・ギレン）からなる小評議会に出席する。リトルフィンガーは、かつてキャトリンとの結婚をめぐってエダードの兄と決闘をしており、いまだにキャトリンを愛しているそぶりを見せる。レンリーは、エダードの〈王の手〉就任を記念してロバート王が壮大な馬上試合を企画しているという。エダードは、王室が莫大な負債を抱え、そのほとんどは王妃の父であるタイウィン・ラニスター公に対するものであることを知る。
エダードは自室に戻るが、サンサ（ソフィー・ターナー）が婚約者のジョフリーを守るために嘘をついたと、アリアになじられ、2人が言い争うところに出くわす。エダードは、ジョフリーは皇太子であり、いつの日か王となりサンサを王妃とすることをアリアに思い出させる。アリアが剣士にあこがれ、自分の剣を所持していることを知り、ブレーヴォス出身の、”水のダンス”と呼ばれる剣術の達人であるシリオ・フォレルを雇って剣を教えさせる。
キャトリンは、秘密行のつもりでキングズランディングに着く。だが、王都の守兵2人にリトルフィンガーの経営する売春宿に連れて行かれる。キャトリンを安全に匿うためにここに連れてきたとリトルフィンガーは言う。その場にはヴァリスもおり、スパイからキャトリンの到着を報告されたと言う。3人とサー・ロドリック・カッセルは、ブランの暗殺未遂事件について話し合う。リトルフィンガーによれば、暗殺者の短剣はかつて自分のものであったが、ジェイミーが馬上試合で勝つことに賭けたティリオンに取られたという。リトルフィンガーはキャトリンと夫エダードの面会を取り計らい、エダードはブランの暗殺犯を探す仲間としてリトルフィンガーを受け入れざるを得ない。

## 製作

### 脚本
脚本は、プロデューサーのデイヴィッド・ベニオフ と D・B・ワイス自身によって書かれ、原作第一部『七王国の玉座』の第18-22章と第23章および第24章の一部に基づいている。
本エピソードの出来事は非常に原作に忠実である。だが原作ではキャトリンが舟で先にキングズランディングに着くところを、〈王の道〉を通って後に着くように変わっている。王になった時のことをジョフリーとサーセイが話すシーン、玉座の間でエダードとジェイミーが話すシーンなどが加えられている。

### ロケーション

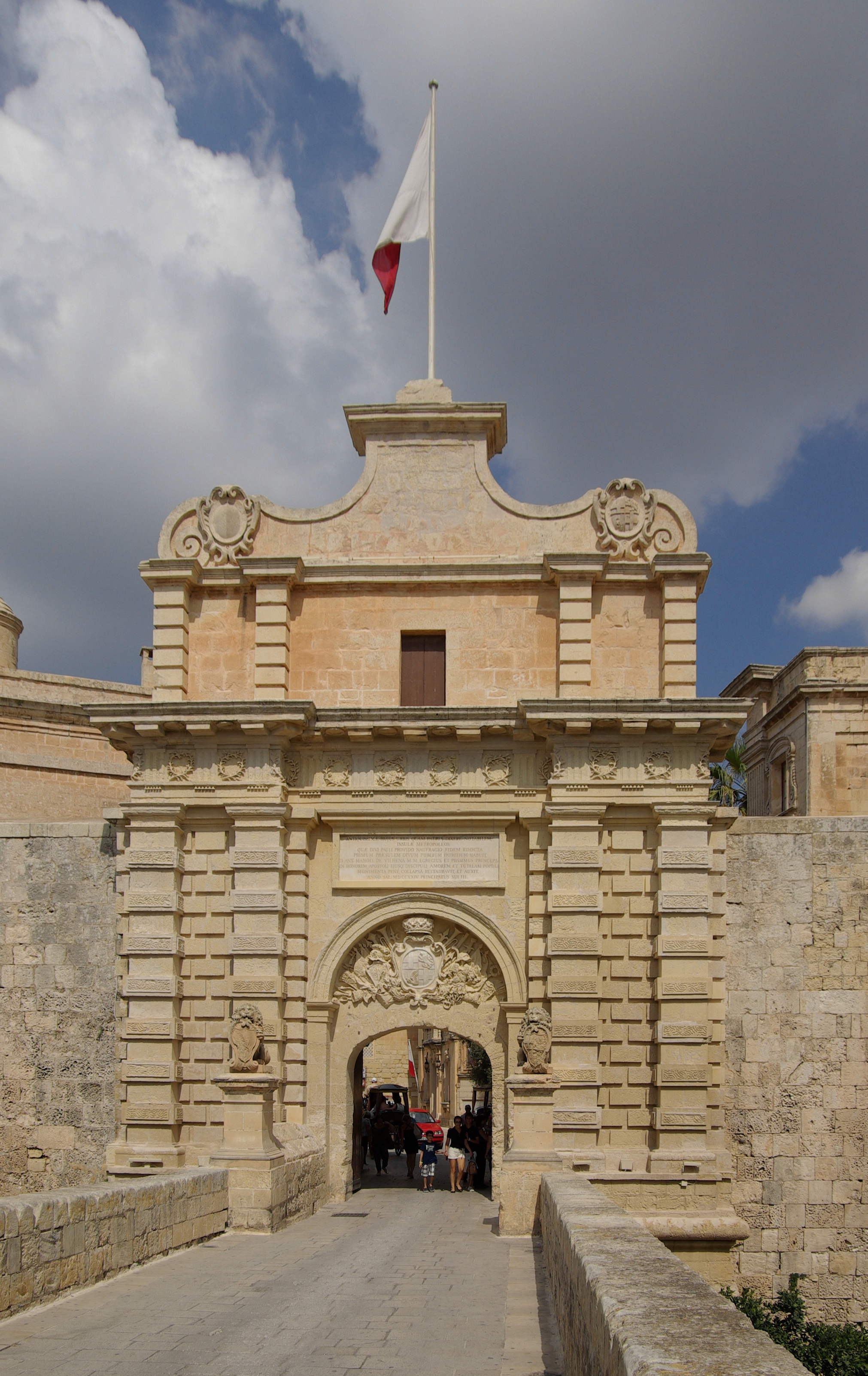
〈赤の王城〉のシーンはマルタのイムディーナで撮影された

〈壁〉のシーンは、ベルファストの北の郊外で撮影された。キングズランディングの通りはマルタで撮影された。

## 評判

### 視聴者数
初放送では240万人が見たが、これは前2回から10%の上昇となった。二度目の放送も含めると310万人が見たことになる。西海岸での放送中にウサーマ・ビン・ラーディンの死のニュースが流れたことを考えれば、よい数字であると考えられた。イギリスでは51万人が視聴した。